# جون باري (ضابط)
جون باري (بالإنجليزية: John Barry)‏ (و. 1745 – 1803 م) هو ضابط من جمهورية أيرلندا، والولايات المتحدة، ولد في مقاطعة وكسفورد، ويحمل رتبة عسكرية أدميرال، توفي في فيلادلفيا، عن عمر يناهز 58 عاماً.

## الخدمة العسكرية
خدم في بحرية الولايات المتحدة.

## روابط خارجية
- جون باري على موقع الموسوعة البريطانية (الإنجليزية)